# John Fante
John Fante (ur. 8 kwietnia 1909 w Denver, Kolorado, zm. 8 maja 1983 w Los Angeles) – amerykański pisarz pochodzenia włoskiego, scenarzysta, autor powieści i opowiadań, znany głównie z książki Pył, prywatnie mąż poetyki, Joyce Smart. 
Choć John Fante uznawany jest dziś za jednego z najwybitniejszych pisarzy amerykańskich XX wieku, przez większość życia borykał się z problemami finansowymi, niedocenieniem i musiał utrzymywać się z pisania scenariuszy dla Hollywood.

## Życiorys
Syn włoskiego murarza urodzonego w Torricella Peligna, Nicola Fante, i Mary Capolungo, urodzonej w Chicago. Jego dzieciństwo zostało zdeterminowane przez biedę, otoczenie wrogo nastawione do jego pochodzenia, pijaństwo ojca i głęboką religijność matki – co widocznie zaważyło na jego późniejszej twórczości. Uczęszczał do różnych szkół katolickich w Boulder, w stanie Kolorado oraz krótko na Uniwersytet Kolorado.
W 1929 opuścił uniwersytet i przeniósł się do południowej Kalifornii, by tam poświęcić się pisaniu. Żył i pracował w wielu zawodach, m.in. w fabryce konserw, w dzielnicach Wilmington, Long Beach oraz Bunker Hill (w budynku przy 826 S.Berendo) w Los Angeles. Poznał tam dogłebnie środowiska mniejszości narodowych, takich jak włoskie, meksykańskie czy filipińskie. Pozwoliło mu to w przyszłości na dodanie autentyzmu swoim postaciom.
W 1937 ożenił się z poetką Joyce Smart, która powiła mu czwórkę dzieci - trzech chłopców i jedną dziewczynkę. Od tego momentu, aby utrzymać rodzinę, zaczął pracować jako scenarzysta w Hollywood. Zajęcie to nie dostarczało mu spełnienia, jednak w zupełności się mu poświęcił i przez następne dwanaście lat nie wydał żadnej powieści.
W 1955 zdiagnozowano u niego cukrzycę, która w 1977 doprowadziła do ślepoty pisarza oraz amputacji obu nóg.
W 1957 Fante odwiedził Włochy, by tam pracować nad scenariuszem do filmu Dino De Laurentiis.
Lata przepracowane dla pogardzanego przez pisarza Hollywood zaczęły załamywać go psychicznie. Doprowadziło to do nadużywania alkoholu przez scenarzystę, pogorszenia zdrowia oraz przepełnienia cynizmem. Mimo to, przed śmiercią wydał jeszcze jedną książkę, Dreams From Bunker Hill, którą, z powodu ślepoty, dyktował każdego ranka żonie.
W 1987 został pośmiertnie nagrodzony przez PEN Club za całokształt twórczości.
Uważany jest za jednego z pierwszych amerykańskich pisarzy, którzy sportretowali ciężkie warunki życia ówczesnego Los Angeles. Na jego twórczość literacką silnie oddziaływał Fiodor Dostojewski, Knut Hamsun, Sherwood Anderson czy H.L. Mencken. Jego pisarstwo miało widoczny wpływ na Charlesa Bukowskiego, Billy’ego Childisha, Michaela Tolkina oraz głównego przedstawiciela pokolenia bitników, Jacka Kerouaca.
Syn Johna Fantego, Dan Fante, jest także pisarzem, kontynuującym zwyczaj ojca pisana na wpół autobiograficznych opowiadań.

## Twórczość
Po wielu nieudanych próbach opublikowania swoich prac w wysoce cenionym magazynie, The American Mercury, jego krótkie opowiadanie Altar Boy zostało, w 1932 roku, przyjęte przez redaktora naczelnego, H.L. Meckena. Później drukował także w Atlantic Monthly, Saturday Evening Post, Colier's, Harper’s i Esquire
Niewątpliwie jego najpopularniejszą powieścią jest, oparty na wątkach autobiograficznych, Pył (Ask the Dust) wydany w 1939 roku i stanowiący drugą pozycję ze zbioru The Saga of Arturo Bandini. Przez wielu krytyków uznawany za jedną z najważniejszych książek o miłości w literaturze amerykańskiej. Arturo Bandini służył jako alter ego pisarza jeszcze w trzech innych powieściach. Wait Until Spring, Bandini wydana w 1938, zyskała tytuł najlepszej książki roku. The Road to Los Angeles jest chronologicznie pierwszą powieści Johna Fantego, lecz została wydana po raz pierwszy dopiero w 1985, bowiem wcześniej była odrzucana przez wydawców. Ostatnia, napisana w 1982, Dreams from Bunker Hill została zadedykowana żonie pisarza, Joyce.
Inne powieści to Pełnia życia (Full of Life) (1952), Bractwo winnego grona (The Brotherhood of the Grape) (1972) oraz 1933 Was a Bad Year (1985; niepełne). Powieści My Dog Stupid i The Orgy zostały opublikowane w 1986 pod wspólnym tytułem West of Rome. Jego zbiór krótkich opowiadań Dago Red został wydany w 1940, zaś w 1985 roku wznowiono wydanie, z dodaniem kilku nowych opowiadań, pod tytułem The Wine of Youth.
Powtarzającym się tematem dzieł Fantego jest głównie ubóstwo, katolicyzm, życie rodzinne, konflikt między dążeniem do asymilacji i zachowaniem tożsamości narodowej, baseball oraz życie pisarza. Książka Pył do dzisiaj uznawana jest za pomnikową powieść dotyczącą Południowej Kalifornii. Potwierdzają to ogólnie szanowane głosy, m.in.: Carey McWilliams, Charles Bukowski oraz The Los Angeles Times Book Review. Po ponad sześćdziesięciu latach od pierwszej publikacji Pył widniał przez parę tygodni na liście New York Times' Bestseller's List. Prosty, dynamiczny styl Fantego, żywiołowe i pełne realizmu postacie jego książek oraz silnie emocjonala, wręcz bolesna uczciwość pomieszana z humorem i skrupulatnym samokrytycyzmem przysporzyły mu szerokie grono wielbicieli wśród czytelników i krytyków. Większość jego opowiadań ma miejsce w Kolorado, bądź w Kalifornii.
Dorobek Fantego jako scenarzysty zaczął się od scenariusza Pełnia życia spisanego w 1956 i opartego na powieści pisarza pod tym samym tytułem. W filmie zagrała Judy Holliday oraz Richard Conte. Kolejny scenariusz Walk on the Wild Side (1962) napisany został na kanwie powieści Nelsona Algrena pod tym samym tytułem. W jej ekranizacji wystąpiła Jane Fonda, a była to jej pierwsza, większa rola. Inne jego scenariusze to m.in.: Dinky, Jeanne Eagles, My Man and I, The Reluctant Saint, Something for the Lonely Man, Maya, Youth Runs Wild, East of the river, The Golden Flecing oraz Six Loves. Fante często przyznawał, że większość z jego twórczości na potrzeby filmografii ma charakter głównie zarobkowy i dzieła te są przedmiotem zainteresowanie jedynie zagorzałych miłośników kina lub najwytrwalszych badaczy życia i twórczości Johna Fantego.
We wczesnych latach 80. Charles Bukowski zagroził, że jeżeli jego wydawnictwo, Black Sparrow Press, nie wznowi wydań Fantego, zerwie z nim kontrakt – sam Bukowski opatrzył powieść Pył przedmową, w której przyznał, że John Fante jest jego bogiem. Poniżej znajduje się fragment wypowiedzi Charlesa Bukowskiego z 1980 o Johnie Fante.

Musimy wracać do przedrewolucyjnych pisarzy rosyjskich, by odnaleźć jakieś ryzyko, jakąś pasję... a tutaj oto mamy człowieka, który nie boi się uczuć. Czytając, zatrzymałem się na chwilę. Byłem jak człowiek, który znalazł złoto na miejskim śmietniku. Odłożyłem książkę na stolik. To była historia o szczęściu i przeznaczeniu, o rzadkiej, naturalnej odwadze, napisana prosto z serca.

Zaowocowało to, w dużej mierze dzięki popularności Charlesa Bukowskiego, przywróceniem zainteresowania twórczością Johna Fantego. Kiedy Black Sparrow Press przeszło gruntowne przeobrażenie po przejściu założyciela, Johna Martina, na emeryturę w 2002 roku, prawa do publikacji dzieł Fantego przejęło wydawnictwo HarperCollins.
W 2000 roku Stephen Cooper wydał obszerną biografię pisarza zatytułowaną Full of Life: The Biography of John Fante.

## Adaptacje filmowe
Dominque Deruddere wyreżyserował ekranizację Wait Until Spring, Bandini w 1989 roku. W marcu 2006 Paramount Pictures wypuściło film Pytając o miłość, będący adaptacją powieści Pył, w reżyserii Roberta Towne oraz z Colinem Farrellem, Salmą Hayek i Donaldem Sutherlandem w rolach głównych.

## Wydania polskie
Pierwszym polskim wydaniem powieści Johna Fante była książka Pył wypuszczona przez wydawnictwo Tenten w 1991 roku. W 2008 wydawnictwo G + J wydało cztery powieści Fantego: Bractwo winnego grona, Pełnia życia, Pył oraz pierwszą powieść Fantego Byle do wiosny.